# RAS Flug
RAS Flug (zuvor Rheinland Air Service, rechtlich RAS Fluggesellschaft mbH) war eine deutsche Fluggesellschaft mit Sitz in Mönchengladbach.

## Geschichte und Flugziele
RAS Flug wurde 1971 in Krefeld als Rheinland Air Service gegründet. Die Gesellschaft vermietete ihre eigenen Flugzeuge zunächst für Fracht-Charterflüge, bevor sie 1985 mit einer Cessna 404, einer Cessna 421 sowie einer Cessna 425 auch in den innerdeutschen Regionalflugmarkt vordrang. Auf Grundlage dieser Entwicklungen stießen neben zwei Shorts 360-300F zu Beginn des Jahres 1991 auch eine dritte Shorts und eine zusätzliche Cessna 425 im Jahre 1993 zur Flotte hinzu. Das so 1994 rund 80 Mitarbeiter zählende Unternehmen wurde gegen Ende 1996 vollständig von der LTU übernommen und zur RAS Flug umfirmiert; der bis dahin ebenfalls aufgebaute Wartungsbetrieb zur Instandhaltung von Flugzeugen wurde abgespalten und besteht noch heute unter dem ursprünglichen Namen.
Am 19. Dezember 1996 nahm die nun nur noch 19 Mitarbeiter zählende und an den Flughafen Düsseldorf verlegte RAS Flug ihren Betrieb mit zwei Shorts 360-300 auf. Als Tochtergesellschaft der LTU fokussierte man sich auf den Regionalflugverkehr: Von Düsseldorf aus wurden so Erfurt-Weimar, Sylt, Saarbrücken, Luxemburg und Berlin-Tempelhof bedient. Im ersten Quartal des Jahres 1999 erhöhte RAS Flug die Anzahl der eingesetzten Shorts dann auf vier. Zusätzlich flog man ab Ende desselben Jahres auch von Düsseldorf nach Hannover und von Mönchengladbach nach Berlin. Die LTU trennte sich Mitte Oktober 2000 – nach Einstieg der auf Rationalisierung drängenden Rewe Touristik – von der RAS Flug und verkaufte das Unternehmen an die in Mönchengladbach ansässige Wings Factor.
RAS Flug zog hieraufhin ebenfalls an den Flughafen Mönchengladbach und leitete mit Einsetzen des Sommerflugplans die Ausmusterung der Shorts-Flugzeuge ein; sie wurden von Maschinen des Typs ATR 42 ersetzt. Das Unternehmen wurde auf den Strecken von Hamburg nach Sylt und von Berlin nach Sylt zunehmend mit Konkurrenz durch Sylt Air und Helgoland Airlines konfrontiert, sodass sich RAS Flug im März 2002 gezwungen sah, den Flugbetrieb gänzlich einzustellen und Insolvenz anzumelden.

## Flotte
Zur Betriebseinstellung bestand die Flotte der RAS Flug aus den nachstehenden zwei Maschinen:
| Flugzeugtyp | Anzahl | Luftfahrzeugkennzeichen | Sitzplätze | Anmerkungen                      |
| ----------- | ------ | ----------------------- | ---------- | -------------------------------- |
| ATR 42-300  | 2      | D-BOOM                  | 48         | geleast von ATR Asset Management |
| ATR 42-300  | 2      | D-BVIP                  | 48         | geleast von ATR Asset Management |